# Politique en Turquie
La Turquie est une république multipartite à régime présidentiel, où le président est chef de l'État et chef du gouvernement. Le pouvoir exécutif est exercé par le gouvernement tandis que le pouvoir législatif est partagé entre le gouvernement et le parlement. Le pouvoir judiciaire est indépendant des deux premiers. La constitution actuelle a été adoptée le 7 novembre 1982 après une période militaire, et a fait l'objet depuis de nombreuses réformes, la dernière date de 2017.

## Pouvoir exécutif
| Fonction  | Nom                  | Parti | Depuis       |
| --------- | -------------------- | ----- | ------------ |
| Président | Recep Tayyip Erdoğan | AKP   | 28 août 2014 |

Jusqu'en 2007, le président était élu par la Grande Assemblée nationale de Turquie à la majorité des deux tiers du nombre de ses membres, pour un mandat de 7 ans non renouvelable. Depuis la réforme d'octobre 2007, il doit être élu au suffrage universel direct pour un mandat de 5 ans et rééligible une fois ; cette disposition s'applique à partir de l'élection de 2014. Il nomme le Premier ministre parmi les membres du Parlement. Les autres ministres doivent être choisis parmi les groupes parlementaires ou parmi des personnes ayant les qualités requises pour être éligibles en tant que député.
La loi turque prescrit qu'en temps de campagne électorale, des personnalités indépendantes, qui n’appartiennent à aucun parti politique, doivent prendre la tête de certains ministères, dont le ministère de l'Intérieur, de la justice et des transports.
Le Conseil de sécurité nationale (MGK), qui est présidé par le président de la république, est composé du Premier ministre, du Chef d'état-major général, des Vice-premiers ministres, des ministres de la Justice, de la Défense nationale, de l'intérieur et des Affaires étrangères, des Commandants des Forces terrestres, navales et aériennes et du Commandant général de la Gendarmerie. C'est par cette institution que l'armée turque manifestait ses volontés sur les questions intérieures (sur les Kurdes ou le génocide arménien ou sur la laïcité) ou sur des questions extérieures (Chypre, le Kurdistan irakien, l'embargo sur l'Arménie), etc.
Son rôle a été réduit à celui d'instance consultative en 2001, après une réforme de la Constitution de 1982.
Depuis la réforme constitutionnelle de 2017, le poste de Premier ministre est supprimé et ses pouvoirs sont transférés au président.

## Pouvoir législatif
Le pouvoir législatif est exercé par la Grande Assemblée nationale de Turquie composée de 600 sièges renouvelés tous les 5 ans.
L'âge requis pour être député est de 18 ans, le candidat doit par ailleurs posséder au minimum un niveau d’instruction d’enseignement primaire.
À partir de l'année 1995, des amendements constitutionnels abaissent la majorité électorale à 18 ans et le nombre de députés a augmenté, passant à 550.
Pour être représenté à la Grande Assemblée nationale de Turquie, un parti doit présenter un candidat dans au moins la moitié des provinces de la Turquie et obtenir au moins 10 % des suffrages sur l’ensemble de la Turquie.
En mai 2016, le parlement turc amende la Constitution pour lever l'immunité parlementaire de ses membres, dont 138 sont concernés, la plupart issus de l'opposition pro-kurde, décision qui est pointée par les députés européens comme un déni de droit et une atteinte à la liberté d'expression,.

## Pouvoir judiciaire
La constitution garantit l'indépendance de la justice.
La Turquie compte deux ordres juridictionnels, judiciaire et administratif. À la tête de chacun de ces ordres se trouvent respectivement le Conseil d'État et la Haute cour d'appel.
La Cour constitutionnelle (Anayasa Mahkemesi) est chargée de trancher les questions relatives au respect de la constitution.

## Rôle de l'armée
Depuis la fondation de l'État turc moderne par Mustafa Kemal en 1923, l'armée turque se perçoit comme la gardienne du kémalisme comme idéologie officielle de l'État, bien qu'Atatürk ait manifesté la volonté de séparer l'armée de la politique. Les forces armées turques conservent une grande influence, bien que déclinante, sur la vie politique turque et les décisions concernant la sécurité nationale, via le Conseil de sécurité nationale.
L'armée prend le pouvoir par un coup d'État en 1960, 1971 et 1980. Elle parvient également à évincer du pouvoir le Premier ministre Necmettin Erbakan en 1997 car il est islamiste.
En avril 2007, en prévision de l'élection présidentielle, et en réaction à la politique du Parti de la justice et du développement, majoritaire au parlement, l'armée réaffirme son intention de maintenir intact le principe de laïcité prévalant dans le pays.
Les 15 et 16 juillet 2016, une partie de l'armée tente un nouveau coup d'État pour renverser le président Recep Tayyip Erdoğan. Cependant, la tentative échoue après la sortie de nombreux partisans du président dans les rues pour faire face aux putschistes, à la suite de l'appel lancé par le président à la télévision.

## Relations internationales

### Relations avec l'Union européenne
La Turquie est actuellement candidate à l'adhésion à l'Union européenne ; les conditions sont en discussion notamment l'occupation d'une partie de l'île de Chypre et l'application des normes pour les minorités dont la plus nombreuse est la minorité kurde. En cas d'adhésion à l'Union européenne, la Turquie, même avec la tendance à la baisse de sa croissance démographique, deviendrait à terme le pays le plus peuplé de l'Union avec plus de 81 millions d'habitants en 2020 et jusqu'à 94 millions en 2050.

### Relations avec l'Iran
Aujourd'hui, l'Iran et la Turquie coopèrent dans de nombreux domaines, tels que la lutte contre le terrorisme et le narcotrafic afin de promouvoir la stabilité en Irak et en Asie centrale.
Les deux pays sont membres de l'Organisation de coopération économique (ECO). Chaque année, de nombreux touristes iraniens viennent visiter la Turquie, bénéficiant ainsi à l'économie turque.
Le commerce bilatéral a fortement augmenté depuis ces dernières années, passant de 1 milliard de dollars USD en 2000 à 4 milliards de dollars en 2005. La Turquie importe notamment du gaz naturel depuis l'Iran (10 milliards de mètres cubes par an, couvrant 30 % de ses besoins).
En 2001, un gazoduc reliant Tabriz (Iran) à Ankara (Turquie) a été ouvert.